# Londoner Konferenz (1908–1909)
Die internationale Londoner Konferenz (1908–1909) zur Reform des Seekriegsrechts vom 4. Dezember 1908 bis zum 26. Februar 1909 endete mit der abschließenden „Londoner Seerechtsdeklaration“. Ein Ratifizierungsverfahren der Teilnehmerstaaten kam hinterher nicht in Gang, die Deklaration trat deshalb nie in Kraft.
Siehe auch: Seekrieg